# Las Hermanas Parra
Las Hermanas Parra fue un dueto musical chileno de música folclórica conformado por la famosa cantautora Violeta Parra y su hermana mayor Hilda Parra, iniciado a fines de la década de 1940 en la ciudad de Santiago y activo hasta 1953. Realizando presentaciones en recintos populares, bares y radios (como la Radio Agricultura), entre sus repertorios destacaba la música mexicana. También realizaron varias grabaciones en discos de 78 RPM.

## Integrantes
- Hilda Parra: voz y guitarra
- Violeta Parra: voz y guitarra

## Sencillos
- 1949-52 - El Caleuche (Violeta Parra) (cueca) / Judas (Violeta Parra) (vals) (RCA Victor)
- 1949-52 - El buen consejo (vals) / Entrégame la cabulla (cueca) (RCA Victor)
- 1949-52 - Qué rica cena (cueca) / La cueca del payaso (cueca) (RCA Victor)
- 1949-52 - A mi casa llega un gato (cueca) / Ciento cincuenta pesos (cueca) (RCA Victor)
- 1949-52 - Es imposible (corrido) / Luis ingrato (corrido) (RCA Victor)
- 1949-52 - El cuartel (cueca) / La viudita (cueca) (RCA Victor)
- 1954 - La jardinera / Es imposible (Violeta e Isabel Parra)

### Colectivos
- 1988 - Viva Chile y su folclore. Vol. 1
- 2004 - Las 100 mejores canciones chilenas de todos los tiempos